# Diphascon zaniewi
Espèce
Diphascon zaniewi est une espèce de tardigrades de la famille des Hypsibiidae. 

## Distribution
Cette espèce est endémique d'Afrique du Sud.

## Publication originale
- Kaczmarek & Michalczyk, 2004 : Notes on some tardigrades from South Africa, with the description of Diphascon (Diphascon) zaniewi sp. nov. (Eutardigrada: Hypsibiidae). Zootaxa, no 574, p. 1-6.